# Acalypha seleriana
Acalypha seleriana là một loài thực vật có hoa trong họ Đại kích. Loài này được Greenm. mô tả khoa học đầu tiên năm 1907.